# Anita Gale, Baroness Gale

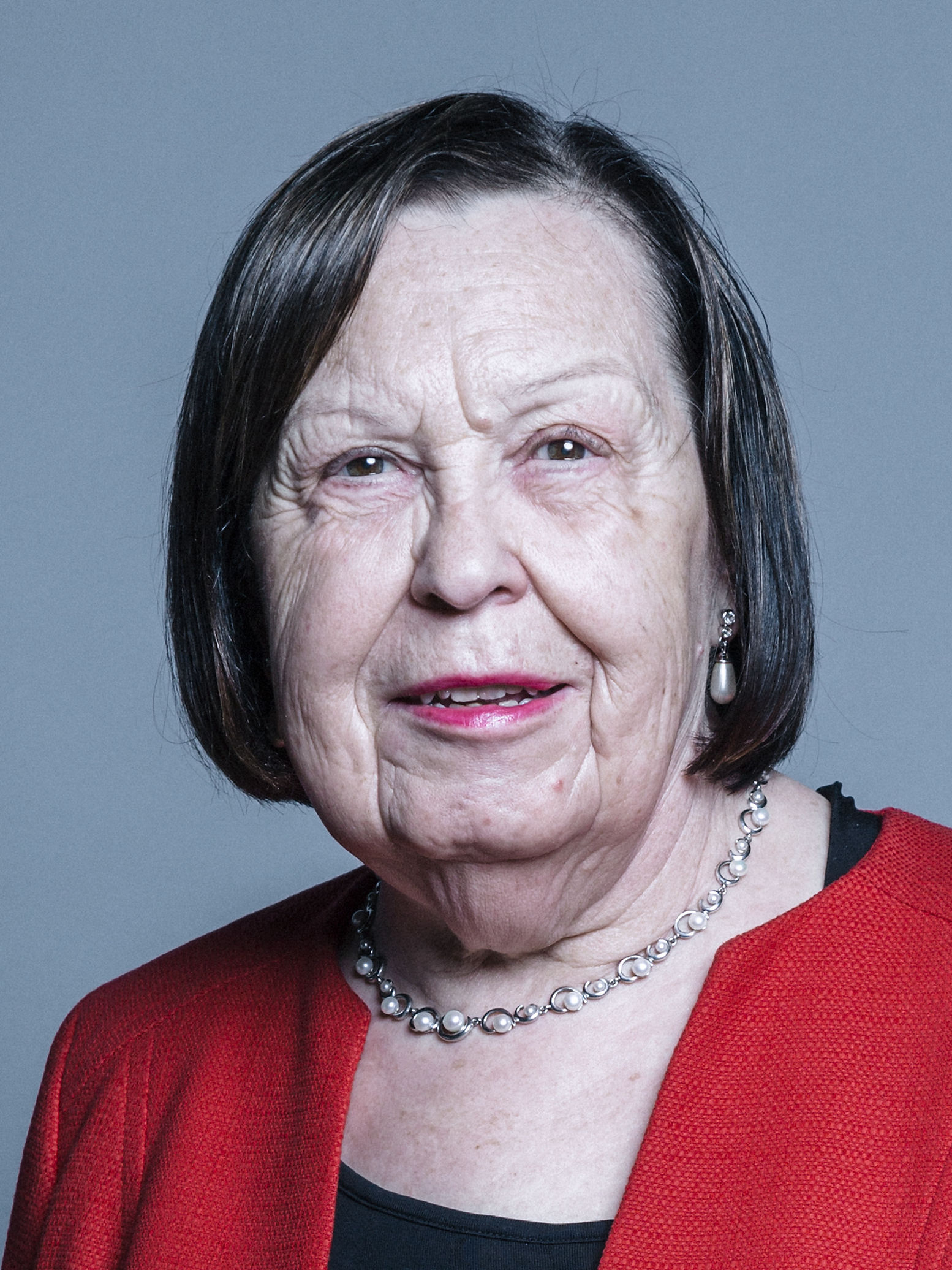
Anita Gale, Baroness Gale

Anita Gale, Baroness Gale (* 28. November 1940 in Blaenrhondda, Glamorgan) ist eine britische Politikerin (Labour Party) und als Life Peer Mitglied des House of Lords.

## Familie und Titel
Gale wurde als einziges Kind von Arthur Gale und dessen Frau Lillian Maud geboren. Sie heiratete 1959 und wurde 1983 geschieden. Am 4. August 1999 wurde sie als Baroness Gale, of Blaenrhondda in the County of Mid Glamorgan, als Life Peeress in den Adelsstand erhoben.

## Ausbildung und beruflicher Werdegang
Ihre Ausbildung erhielt Gale am Pontypridd Technical College. Hieran schloss sich ein Studium an der Cardiff University an das sie mit einem Bachelor of Science abschloss. 1955/56 arbeitete sie als Näherin, danach als Verkäuferin und dann wieder als Näherin. Sie trat 1966 der Labour Party bei und war von 1967 bis 1970 Betriebsrätin für die Textilarbeitergewerkschaft (Tailors and Garment Workers Union). Ab 1976 widmete sie sich der Parteiarbeit, zuerst als stellvertretende Organisator und hauptamtliche Frauenbeauftragte in Wales, von 1984 bis 1989 als Generalsekretärin der walisischen Labour Party. Nach dem Rücktritt von ihren Parteiämtern wurde sie 1999 zum Life Peer als Baroness Gale of Blaenrhondda in the County of Mid Glamorgan erhoben. Im Oberhaus war sie Mitglied in verschiedenen Ausschüssen und Gruppen, unter anderem für Tierschutz, Gesundheit und öffentliche Wohlfahrt. Von 2004 bis 2009 war sie Commissioner for Wales bei der Women's National Commission. Seit 2009 ist sie stellvertretende Vorsitzende der South Africa Group, seit 2010 Präsidentin der National Association of Old Age Pensioners of Wales.